# Armand van der Gracht de Rommerswael
Armand Jules Ferdinand van der Gracht de Rommerswael (Turnhout, aldaar, 18 november 1890 - 22 september 1934) was een Belgisch advocaat en politicus voor de BWP.

## Levensloop
Hij was de oudste van de twee zonen van baron en vrederechter Ferdinand van der Gracht de Rommerswael (1849-1928) en Irma Vande Cauter (1863-1946). Zijn vader Ferdinand stond bekend als een progressief-liberaal die bij de wetgevende verkiezingen van 1912 een kartel had gevormd met de socialisten.
Hij trouwde in 1926 met Joanna Van Loco (1901). Het echtpaar bleef kinderloos. Hij erfde de baronstitel van zijn vader in 1928. Hij promoveerde tot doctor in de rechten aan de Universiteit van Luik, vestigde zich als advocaat in Turnhout en volgde zijn vader in de richting van de links-liberalen. In tegenstelling tot wat men zou verwachten, ging zijn sympathie uit naar de Belgische Werkliedenpartij. Hij werd dan ook de "rode baron" genoemd. Hij gaf voor de Eerste Wereldoorlog voordrachten voor de Socialistische Jonge Wacht van Turnhout.
Hij speelde een belangrijke rol in de uitbouw van het socialisme in het arrondissement Turnhout na de Eerste Wereldoorlog, toen hij als luitenant na de oorlog afzwaaide. Hij werd door de BWP-federatie van Turnhout aangezocht om als verruimingskandidaat de socialistische kieslijst aan te voeren. Armand was kandidaat bij de wetgevende verkiezingen in 1919, maar werd niet verkozen. Bij de gemeenteraadsverkiezingen van 24 april 1921 behaalde de partij 36,2% van de stemmen en hij werd samen met vijf andere socialistische kandidaten verkozen. Tevens werd hij verkozen tot provincieraadslid voor de provincie Antwerpen bij de provincieraadsverkiezingen van 1925 en was van 1925 tot 1929 was hij bestendig afgevaardigde, in een coalitie met de katholieke partij.
In 1929 werd hij als eerste socialist verkozen tot volksvertegenwoordiger in het arrondissement Turnhout. De partij vond hem echter te licht o.a. omdat hij zich nooit vertoonde in het parlement. Hij was het eerste parlementslid waartegen de nationale partijleiding stappen ondernam: ze wilden hem vanaf september 1932 weg, zonder succes. Hij bleef volksvertegenwoordiger en gemeenteraadslid, tot aan zijn dood.